# Le Manoir hanté et les 999 Fantômes
Pour plus de détails, voir Fiche technique et Distribution.
Le Manoir hanté et les 999 Fantômes (The Haunted Mansion), ou Le Manoir hanté au Québec, est un film américain de Rob Minkoff sorti en 2003. Le scénario est inspiré de l'attraction The Haunted Mansion des parcs Disney. 

## Synopsis
Sara et Jim Evers sont  des vendeurs de biens immobiliers passionnés par leur travail mais délaissant leur couple et leur vie de famille. Aussi, à l'occasion de la visite d'un manoir, toute la famille embarque, pensant passer un week-end agréable au lac. Sur place, ils trouvent un manoir sinistre et poussiéreux habité par des hôtes très « spéciaux ». Le maître des lieux, l'étrange Edward Gracey, trouve en la personne de Sara la réincarnation de son amour défunt, une certaine Elizabeth. Aveuglé par les souvenirs, il tente de la reconquérir. Pour sauver sa femme, Jim devra trouver les ressources en lui et le courage afin de briser la terrible malédiction qui pèse sur la demeure. Sara, en colère contre Jim pour les avoir emmenés là-bas, s'enferme dans la salle de bains, refusant de lui parler. Puis, Ramsley arrive et informe Jim qu'Edward veut lui parler, dans la bibliothèque. Pendant que Jim attend qu'Edward arrive, il découvre un passage secret et se retrouve piégé à l'intérieur. Sara finit par sortir de la salle de bains et trouve Edward, qui lui dit que dans la demeure, vivait sa bien-aimée Elizabeth, qui s'est apparemment suicidée (causant également le suicide d'Edward, bien qu'il raconte que l'histoire est arrivée à son grand-père). Pendant ce temps, Michael et Megan sont guidés par une orbe bleue jusqu'au grenier, où ils découvrent un vieux portrait de femme ressemblant comme deux gouttes d'eau a leur mère. Puis Ezra (Wallace Shawn) et Emma (Dina Waters) apparaissent. Ils sont respectivement un valet de chambre et une servante qui travaillent pour le manoir et avertissent les enfants du danger dans lequel ils se trouvent. Jim découvre la gitane Mme Leota (Jennifer Tilly), une tête flottant dans une boule de cristal. Megan et Michael découvrent qu'Emma et Ezra sont des fantômes, tout comme Edward Gracey et Ramsley. Les enfants rencontrent leur père et Mme Leota leur dit qu'Edward pense que Sara est sa bien-aimée Elizabeth, qui était revenue de l'au-delà. Elle leur dit également que pour briser la malédiction qui pèse sur le manoir et s'en sortir, ils doivent trouver une clé dans un mausolée du cimetière.
Ils vont au cimetière, dans lequel il y a beaucoup d'âmes sans repos emprisonnées dans le monde. Ils trouvent le mausolée et Jim et Megan entrent chercher la clé, mais quand ils l'obtiennent, les squelettes de la crypte commencent à les attaquer. En outre, la porte se ferme et Michael refuse d'ouvrir la porte, car elle est infestée d'araignées qui ont quitté leurs nids, finalement, Michael surmonte sa peur des araignées et libère son père et sa sœur, qui ferment la porte de la crypte et enferment par la même occasion les squelettes de la crypte.
Ils rentrent à la maison et utilisent la clé pour ouvrir une malle dans laquelle se trouve une lettre d'Elizabeth où il est écrit qu'elle accepte la demande en mariage d'Edward Gracey. Vient ensuite Ramsley qui avoue avoir assassiné Elizabeth, car l'idée qu'Edward et Elizabeth se marient ne lui plaisait pas (car il ne voulait pas qu'il détruise son héritage en s'en allant avec elle). Puis, il écrivit une lettre, en prétendant être Elizabeth et disant qu'elle n'aimait pas Edward. Après avoir avoué, Ramsley met Megan et Michael dans une malle et jette Jim hors du manoir. Pendant ce temps, Edward révèle à Sara qu'il croit qu'elle est Elizabeth, mais Sara s'enfuit, laissant Edward perplexe, sans comprendre pourquoi elle ne se souvient pas de lui. Sara, terrifiée, demande de l'aide à Ramsley, mais il la menace en affirmant que si elle n'épouse pas Edward, il tuera ses enfants pour que Sara accepte.
Jim essaie d'entrer dans la maison, mais chaque fois qu'il frappe les vitres, ils sont réparés comme par magie. Jim s'assied par terre, désemparée par l'échec de sauver sa famille, puis apparaît Mme Leota, qui l'encourage à essayer à nouveau. Ensuite, Jim conduit sa BMW E-65 et la fracasse contre une vitre, sauvant ainsi ses enfants et arrêtant le mariage au moment même où Sara portait le verre de poison à ses lèvres (pour pouvoir épouser Edward, il faut mourir). Jim remet la vraie lettre d'Elizabeth à Edward, qui, furieux, confronte Ramsley pour lui demander une explication. Ramsley devient furieux et commence à crier qu'il ne pouvait pas laisser Edward et Elizabeth se marier et qu'il n'avait fait qu'aider Edward. Puis, il invoque les mauvais esprits et la cheminée devient un brasier de l'Enfer d'où émerge un grand dragon démoniaque. Le dragon emmène Ramsley en Enfer et Jim est sur le point d'être entraîné par Ramsley dans sa chute, mais Edward le sauve in extremis.
Malheureusement, Sara a bu suffisamment de poison et meurt dans les bras de Jim. Puis, l'orbe bleue entre dans le corps de Sara et ranime Sara, révélant que la véritable Elizabeth était l'orbe bleue. Elizabeth dit à Edward qu'elle l'aime et quitte le corps de Sara, qui ressuscite. À ce moment-là, la malédiction est brisée et les fantômes sont libres. Edward leur donne le certificat de cession du manoir et, enfin, tous les esprits du manoir et du cimetière montent au ciel.
Jim a appris une leçon importante sur la famille et son fils et sa fille ont appris à être courageux et à surmonter leurs peurs. La famille est finalement en vacances au lac comme prévu, mais avec Mme Leota à l'arrière et le quartet de bustes chantant attachés au coffre de la voiture.
Après le générique de fin, nous entendons Mme  Leota dire aux spectateurs : « Revenez vite ! Revenez vite ! Et n'oubliez pas d'apporter votre certificat de décès ! Nous mourons d'envie de vous accueillir ! ».

## Fiche technique
- Titre original : The Haunted Mansion
- Titre français : Le Manoir hanté et les 999 Fantômes
- Titre québécois : Le Manoir hanté
- Réalisation :  Rob Minkoff
- Scénario : David Berenbaum
- Musique : Mark Mancina
- Directeur de la photographie : Remi Adefarasin
- Montage : Priscilla Nedd-Friendly
- Décors : Rosemary Brandenburg
- Costumes : Mona May
- Effets spéciaux : CIS Hollywood
- Production : Don Hahn, Andrew Gunn et Rob Minkoff
- Société de production : Walt Disney Pictures
- Pays d'origine :  États-Unis
- Budget : 90 millions de dollars
- Genre : Comédie horrifique et fantastique
- Durée : 99 minutes
- Dates de sortie : 
  - États-Unis : 26 novembre 2003
  - France : 18 février 2004
- Sortie DVD : 18 août 2004
- Sortie Blu-ray : 9 septembre 2009

## Distribution
- Eddie Murphy (VF : Med Hondo ; VQ : François L'Écuyer) : Jim Evers
- Terence Stamp (VF : Michel Ruhl ; VQ : Yves Massicotte) : Ramsley, le maître d'hôtel anglais
- Nathaniel Parker (VF : Marc Alfos ; VQ : Daniel Picard) :  Edward Gracey
- Marsha Thomason (VF : Catherine Le Hénan ; VQ : Valérie Gagné) : Sara Evers
- Jennifer Tilly (VF : Élisabeth Wiener ; VQ : Lisette Dufour) : Mme Leota
- Wallace Shawn (VF : Daniel Lafourcade ; VQ : Marc Bellier) : Ezra
- Dina Waters (VF : Charlotte Bernard ; VQ : Johanne Garneau) : Emma
- Marc John Jefferies (VF : Théo Gebel ; VQ : Dominique Ducharme) : Michael Evers
- Aree Davis (VF : Justine Berger ; VQ : Catherine Brunet) : Megan Evers
- Jim Doughan (VF : Sylvain Lemarié) : M. Coleman
- Rachael Harris (VF : Juliette Degenne ; VQ : Manon Arsenault) : Mme Coleman
- Steve Hytner (VF : Jérôme Keen ; VQ : François Sasseville) : M. Silverman
- Heather Juergensen (VF : Brigitte Aubry ; VQ : Violette Chauveau) : Mme Silverman
- Jeremy Howard : Hitchhiking Ghost
- Deep Roy : Hitchhiking Ghost